# 性別披露パーティー
性別披露パーティー（せいべつひろうパーティー、英語: gender-reveal party）は、妊娠中の胎児の親、家族、親族らに胎児の性別を披露するパーティー、イベント。20世紀以降の医療技術の進展によって、早期に確実な出生前胎児の生物学的性別診断が可能になったことが、こうしたイベントが発展する下地になった。性別披露パーティーはアメリカ合衆国で2010年代から盛んに行われるようになり、英語圏のみで一般的慣習となっている。
ベビーシャワー（新たに子どもが生まれる予定の親に、子供のケアや成長に必要な消耗品やグッズを贈る行事）とはもともと別のイベントだが、一緒にして行われることもある。胎児の性別を披露する方法は多種多様で、ピンクとブルーのような性役割的ステレオタイプが用いられることも多い。
この慣習には賛否両論あり、一部からはジェンダー的ステレオタイプの強要だとして批判されることもある。この慣習が暗黙裏に前提している性別二元制的本質主義は、LGBT+コミュニティの、特にトランスジェンダーとインターセックスのコミュニティから批判されている。

## 概要

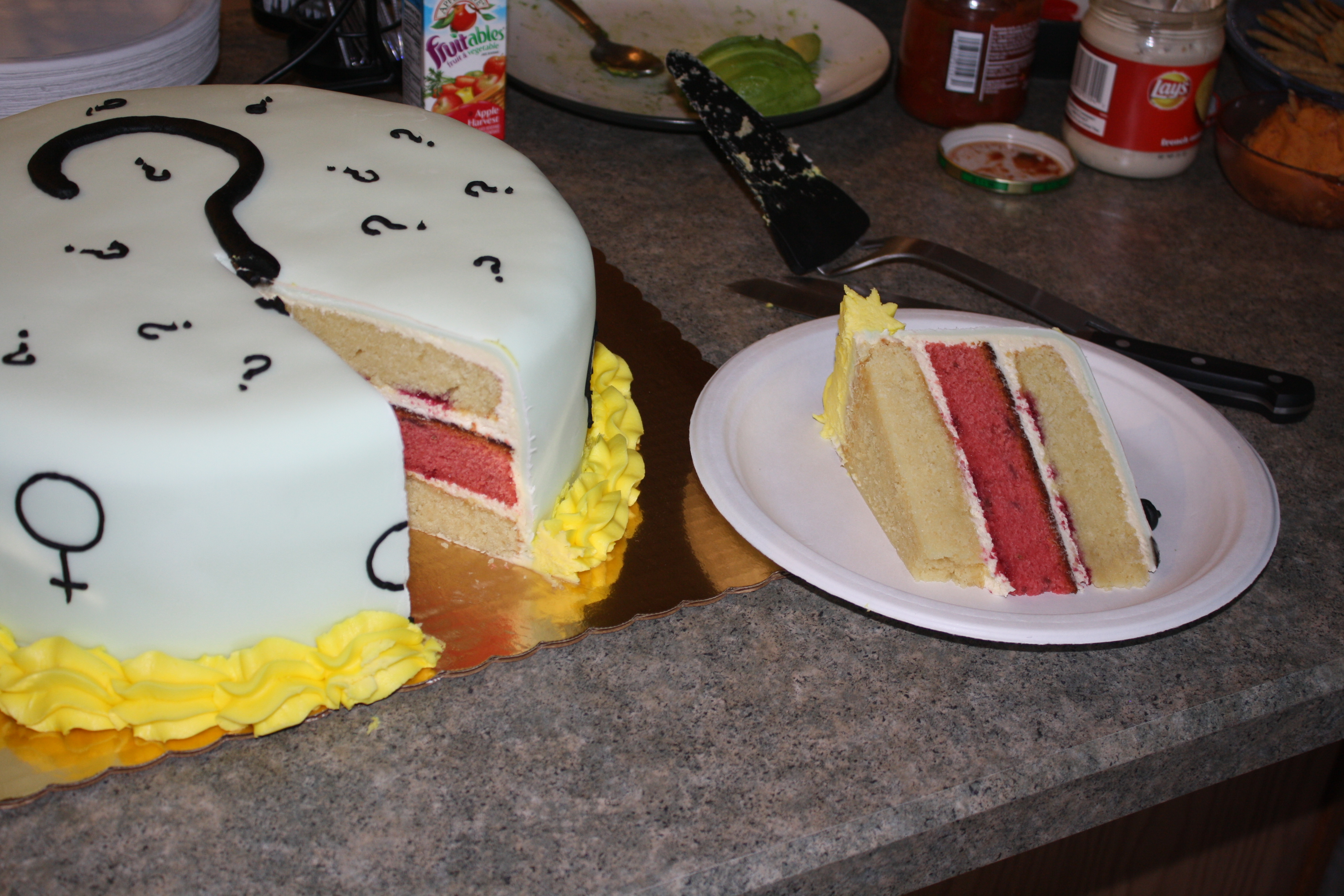
ケーキをカットすると、赤ちゃんが女の子ならピンク系、男の子なら青系など性別を示唆するスポンジが現れる。

病院で伝えられた赤ちゃんの性別を、赤ちゃんの親自身や親族・友人たちにパーティー形式などで披露するイベント。アメリカでは、料理やケーキに性別を明らかにする色彩を仕込んだり、巨大なびっくり箱で伝える方法など、サプライズかつ効果的な演出を工夫することが流行し、過激な仕掛けに起因した事件・事故が発生する事例も見られている。

## 歴史と発展
性別披露パーティーは2000年代後半から始まった現代的な慣習である。最初期の注目すべき事例として、2008年に、当時妊娠中だったJenna KarvunidisがChicago Tribune紙のブログサイトChicagoNowのblog "High Gloss and Sauce"で彼女の妊娠中の胎児の性別をケーキで告知した例がある。2008〜2009年頃にはYoutubeにこの慣習の動画が掲載され始め、2011年頃から社会的に注目されるようになり、以後2010年代を通してこの慣習は拡大し続けた。
Karvunidisは2019年に、性別披露パーティーが一部の人々の間で過激化してきていること(  § 性別披露パーティーに起因する事件・事故 の節を参照）、LGBTやインターセックスのコミュニティがこのパーティーをどう考えているか学んだこと、そして2008年に性別を公開した娘が、今はジェンダー・ノンコンフォーミングに育ち、女性を自認しながらもスーツを着て生活していることなどを踏まえて、今はこのパーティーのトレンド化に加担したことを後悔している、と語っている。

### ベビーシャワーとの比較
同じような胎児出生前の祝賀イベントとしてベビーシャワーという伝統行事があるが、性別披露パーティーとベビーシャワーには重要な違いもある。性別披露パーティーの最大の関心事が胎児の生物学的性別なのに対して、ベビーシャワーは、生まれてくる予定の胎児の親たちに消耗品や赤ちゃん用品を贈るのが主旨である。またベビーシャワーは伝統的に女性だけが参加するが、性別披露パーティーにはそうしたジェンダー的な制約はない（あるとすれば、胎児の親らの個人的意向による）。カップルによっては、手間や効率、経済的事情などから両方のイベントを一度に実施する。

### 広がりとメディア化
性別披露パーティーはInstagramやPinterestのサービス開始前から行われていたが、その広がりにはYouTubeやInstagram、Pinterestなどのソーシャルメディア・プラットフォームが大きな役割を果たしているとも言える。パーティーのメディア化により、胎児の親が性別披露パーティーを開く傾向は加速した。インターネットのリミックス文化のもとでは創造性豊かなパーティーの企画が大いに受けることも、この行事の人気を高める一因となった。統計的調査によれば、性別披露パーティーの大半は、中流階級の異性愛的な白人アメリカ人によって実施されている。

## イベントの企画
性別披露パーティーの性質上、イベント開催に欠かせないのが胎児の生物学的性別の情報である。性別が明らかになるのは、性別判定技術が使える在胎週数に胎児が達して以後のことになる。性別判定に最もよく使われる超音波検査では、最速では約65日目頃から信頼性の高い判定が行えるが、一般的には妊娠20週目前後に判定が行われる。胎児の性別判別も、それに伴う性別披露パーティーも、妊娠中期（16〜28週頃）に行われることが多い。
胎児の性別検査の結果をイベント前に知っている人物は、状況により異なる。一般的には（産婦人科医が判定した性別を親がメモに控えてもらって受け取り、それを開封しないまま第三者に渡すなどして）「ジェンダー・ガーディアン」と呼ばれる1人だけに胎児の性別情報が託されることが多い。この人物はパーティー当日まで秘密を守り通し、親にも胎児の性別を悟られないようにお披露目を成功させる、披露パーティーの企画責任者となる。時には、親自身も事前に性別を知っていて、参加者に向けて胎児の性別を公開することもある。
パーティーではジェンダー的な色合いが強く滲む装飾（色使いや意匠など）が使われるが、直前まで性別の秘密を守るために、全体としては曖昧でどちらの性別にも取れるような体裁にされる。

## イベントの実施中
イベントの主目的は胎児の性別のお披露目だが、その瞬間はパーティーのクライマックスまで取っておかれる。性別の披露に先だって、参加者や胎児の親が参加して胎児の性別を当てるパーティーゲームが行われることが多い。参加者や親が「ピンクチーム」と「ブルーチーム」に分かれて競争する形式になることもある。
イベント内でベビーシャワーが行われる場合は、性別披露の前後に贈り物を贈ったり、開封することになる。

### 性別披露
性別披露はたいてい、ジェンダーを連想させる色（普通はブルーとピンク）と、その他のジェンダーに結びついた事物を使って行われる。披露の方法はさまざまで、カットすると中から色付きの層が出てくるケーキや、割ると色付きの中身が出てくる風船、紙吹雪、リボン、ピニャータ、色付きのスモーク、色付きの「ひもスプレー」までと幅広い。妊娠時期に応じて、イースターエッグやジャック・オー・ランタン、クリスマスプレゼント、独立記念日や新年の祝賀花火などの季節物が使われることもある。
色がわかった時点で胎児の親と参加者は性別を知ることになり、参加者は盛大にお祝いをする。性別ごとにあらかじめ決めておいた赤ちゃんの名前が一緒に披露されることもある。

## 批判
性別披露パーティーに対しては、生物学的性別とジェンダーを区別する立場から、多くの批判がなされている。この区別を重視する人々は、そもそも「性別披露」（gender-reveal）という表現自体が誤称だとみなしている。彼らの観点ではジェンダーは生物学的特徴に従属しない社会的構築物であり、個人のジェンダー・アイデンティティも医療的に決定できるものではないとされる。この観点からすると、胎児の生殖器をもとに「披露」されるのは生物学的性別であってジェンダーではない、ということになる。
さらに、性別披露パーティーは男女の性別二元論に強く依拠しており、子が生物学的にインターセックスである可能性（出生4500〜5500人に1人とされる）を考慮していない。また性別披露パーティーは性別へのジェンダー割り当てやジェンダーの本質主義を強いることで、トランスジェンダーとしてのアイデンティティ形成をあらかじめ排除・阻害し、当事者の精神的・情緒的健康を損ねる可能性がある。ジェンダー・アイデンティティへの意識から、性別披露パーティーを受け入れない親もいる。
この慣習では「銃とラメ」（Guns or Glitter）・「ピストルと真珠」（Pistols or Pearls）・「車輪とヒール」（Wheels or Heels）のように性別を二極化したパーティーグッズが用いられるなど、全般的にステレオタイプ的な性役割を強く反映している。このイベントを批判する人々は、たとえ本人の生物学的性別が正しく判別され、そのジェンダーとも一致していた場合でも、生まれてきた子自身がそうした本質主義的な性別二元論に馴染むとは限らないと指摘している。
2019年、性別披露パーティーの先駆者の1人とされるJenna Karvunidisは、自身の娘がジェンダー非同調的であることを明らかにしたうえで、トランスジェンダーやノンバイナリー（性別二元論的な性同一性を持たない個人）に与える影響に配慮して、この慣習を見直すべきだと呼び掛けている。下記のエルドラド火災の後、Karvunidisは公然と性別披露パーティーを非難し、パーティーを行わないよう人々に訴えるようになった。

## 性別披露パーティーに起因する事件・事故
- 2017年4月23日 - アリゾナ州、青色のパウダーとタネライトを仕込んだ箱をライフルで撃ち爆発し乾燥した草に引火し大規模な山火事となった(Sawmill Fire) [3]。
- 2019年
  - 9月7日 - テキサス州で、飛行機が大量のピンク色の水を空中からまいた後、失速しすぎたことが原因で墜落。なお、1人乗りの座席にパイロットとは別に合計2人が乗っており、2人とも命にかかわる怪我はなかった。[4]
  - 10月 - アイオワ州で行われていたパーティーで、性別を披露する目的で制作した装置が突然爆発。56歳の女性に破片が当たり死亡した[5]。
- 2020年
  - 4月 - フロリダ州で行われていたパーティーで、花火を用いた仕掛けが原因で火災が発生。付近へ延焼し、山火事となった[6]。
  - 9月5日 - カルフォルニア州サンバーナーディーノの東のエルドラドで、性別披露パーティーで使用した花火が原因で山火事が発生。翌6日までに約2800haが焼失[7]。
- 2021年2月 - ニューヨーク州で、パーティーに使われるはずだった装置が爆発。父親となるはずだった28歳男性が死亡した[8]。
- 2023年9月2日 - メキシコシナロア州で、小型飛行機を利用したお披露目が行われたが、飛行機がピンク色のスモークを噴射した直後に翼が折れて墜落。パイロット1人が死亡した[9]。